# Ferrucio Calusio
Ferruccio Calusio (1890 – Buenos Aires, 3 giugno 1983) è stato un direttore d'orchestra argentino.

## Biografia
Ha iniziato la sua carriera nel 1920 alla Scala di Milano come direttore assistente di Arturo Toscanini. Nel 1927 tornò al suo paese natale per entrare nello staff di conduzione del Teatro Colón di Buenos Aires. Ha lavorato come uno dei principali conduttori del teatro nel repertorio italiano durante il 1960.

Ha lavorato anche come direttore ospite con alcuni importanti teatri d'opera durante la sua carriera, tra cui la direzione  di diverse opere liriche alla Scala nel 1930 ed al Metropolitan Opera (Cavalleria rusticana, Pagliacci, e il Trovatore) nel 1940-1941. Nel 1939 ha diretto l'orchestra del Teatro alla Scala per la prima registrazione dell'Orfeo di Claudio Monteverdi. È morto a Buenos Aires all'età di 93 anni.